# Targelia
Targelia (en griego: Θαργηλία) fue una reconocida hetaira de la antigua Grecia, que se decía se casó catorce veces.
De acuerdo con Plutarco, nació en Jonia y se relacionaba con los varones más influyentes de su tiempo. Targelia era reconocida por su belleza física, gracia e inteligencia. Plutarco afirma que Targelia "unió a todos sus consortes al rey de Persia" y buscó atraer la simpatía hacia Persia en las ciudades de Grecia, por medio de sus clientes "quienes eran varones de gran poder e influencia". Se dice que vivió largo tiempo en Tesalia, donde propagó con éxito la política persa.